# Alfred Thayer Mahan
Alfred Thayer Mahan (27. září 1840 – 1. prosince 1914) byl důstojník námořnictva Spojených států a geostratég. Během americké občanské války sloužil na lodích Unie. Proslavil se svými úvahami na téma strategického významu námořní moci a stal se jedním z duchovních zakladatelů anglosaské geopolitiky. Byl představitelem sociálního darwinismu. Později se stal vlivnou mezinárodní autoritou v oblasti válečného námořnictva, na jehož počest bylo pojmenováno několik lodí námořnictva.

## Život
Narodil se 27. září ve West Pointu v USA. Studoval dva roky na Kolumbijské univerzitě a poté na Námořní akademii v Marylandu.
Během americké občanské války sloužil v hodnosti poručíka na několika válečných lodích Unie a jako instruktor na Námořní akademii. V roce 1885 získal hodnost kapitána.
Skutečné uznání si ovšem vysloužil zejména svou akademickou prací na půdě Námořní akademie, kde působil od roku 1885 jako lektor námořní historie a taktiky.
Z aktivní služby odešel roku 1896, nicméně v roce 1898 krátce působil jako konzultant námořní strategie v rámci probíhající španělsko-americké války. V roce 1906 byl Kongresem oceněn hodností kontradmirál. Zemřel 1. prosince 1914 na srdeční selhání krátce po vypuknutí první světové války.

## Dílo a názory
Ústředním tématem Mahanova výzkumu byl politický vliv námořní moci (Sea power) v historii. Mahan se zabývá námořnictvy jednotlivých námořních mocností, vlivem námořnictva v konkrétních historických konfliktech (zejména napoleonských válkách) a obecnými zákonitostmi rozvoje a vlivu námořní moci. Jeho nejzásadnějším dílem je monografie The Influence of Sea Power upon History, 1660-1783.
Mahan analyzoval zejména námořní moc zemí jako Velká Británie, Nizozemska, Španělska, Portugalska či Francie, které v různých dobách a podobách fungovaly jako dominantní námořní mocnosti. Jako podmínky pro úspěšnou námořní sílu Mahan identifikoval geografické faktory (poloha, zeměpisné podmínky, rozsah teritoria a pobřeží), ale také faktory sociální a politické (charakter národa, typ vlády či populace). Základ námořní vojenské dominance zpravidla vychází z rozvinuté civilní a obchodní námořní přepravy, která vzniká dříve než složka vojenská. Průvodním historickým jevem je rovněž postupný kolonialismus.

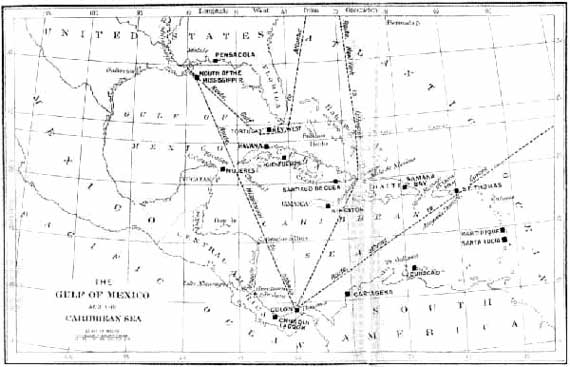
Strategické rysy Mexického zálivu podle Mahana

Z geopolitického hlediska Mahan identifikoval některé oblasti a geografické body (jako Gibraltar, Mys Dobré naděje či Panamskou šíji), jejichž kontrola je zásadní v rozložení světové námořní moci.
Podle Mahana je každý stát nezávislý jen do té doby, dokud má sílu rozvíjet se a jít vpřed bez toho, aby se musel spoléhat na pomoc druhých. Růst je podle něj zdravou vlastností lidského života, který není legální ale přirozený. Nemá tedy nic společného s otázkami spravedlnosti, ale souvisí přímo s přírodními zákony.

## Odkaz a vliv
Mahan je jedním z duchovních zakladatelů anglosaské geopolitiky. Na jeho ideje ve svých pracích navazovali například Halford Mackinder či Nicholas Spykman.
Mahan jako první použil dnes hojně používaný termín Blízký východ ve svém textu "The Persian Gulf and International Relations".
Na počest Mahana bylo pojmenováno několik válečných lodí amerického námořnictva.